# Pasuquin
Pasuquin là một đô thị hạng 4 ở tỉnh Ilocos Norte, Philippines. Theo điều tra dân số năm 2007, đô thị này có dân số 26.307 người trong 5.187 hộ.

## Các đơn vị hành chính
Pasuquin được chia ra 33 barangay.
| - Batuli (San Isidro) - Binsang - Nalvo (Cababaan/Nalvo) - Caruan (Tulnagan) - Carusikis - Carusipan - Dadaeman - Darupidip - Davila - Dilanis - Dilavo | - Estancia - Naglicuan - Nagsanga - Ngabangab - Pangil - Poblacion 1 - Poblacion 2 - Poblacion 3 - Poblacion 4 - Pragata (Pragata-Bungro) - Puyupuyan - Sulongan - Salpad (Salpad-Calumbuyan) | - San Juan - Santa Catalina - Santa Matilde - Sapat - Sulbec - Surong - Susugaen - Tabungao - Tadao |